# Silene echinata
Silene echinata är en nejlikväxtart som beskrevs av Carl Adolf Otth. Silene echinata ingår i släktet glimmar, och familjen nejlikväxter. Inga underarter finns listade i Catalogue of Life.